# Piercing della superficie cutanea

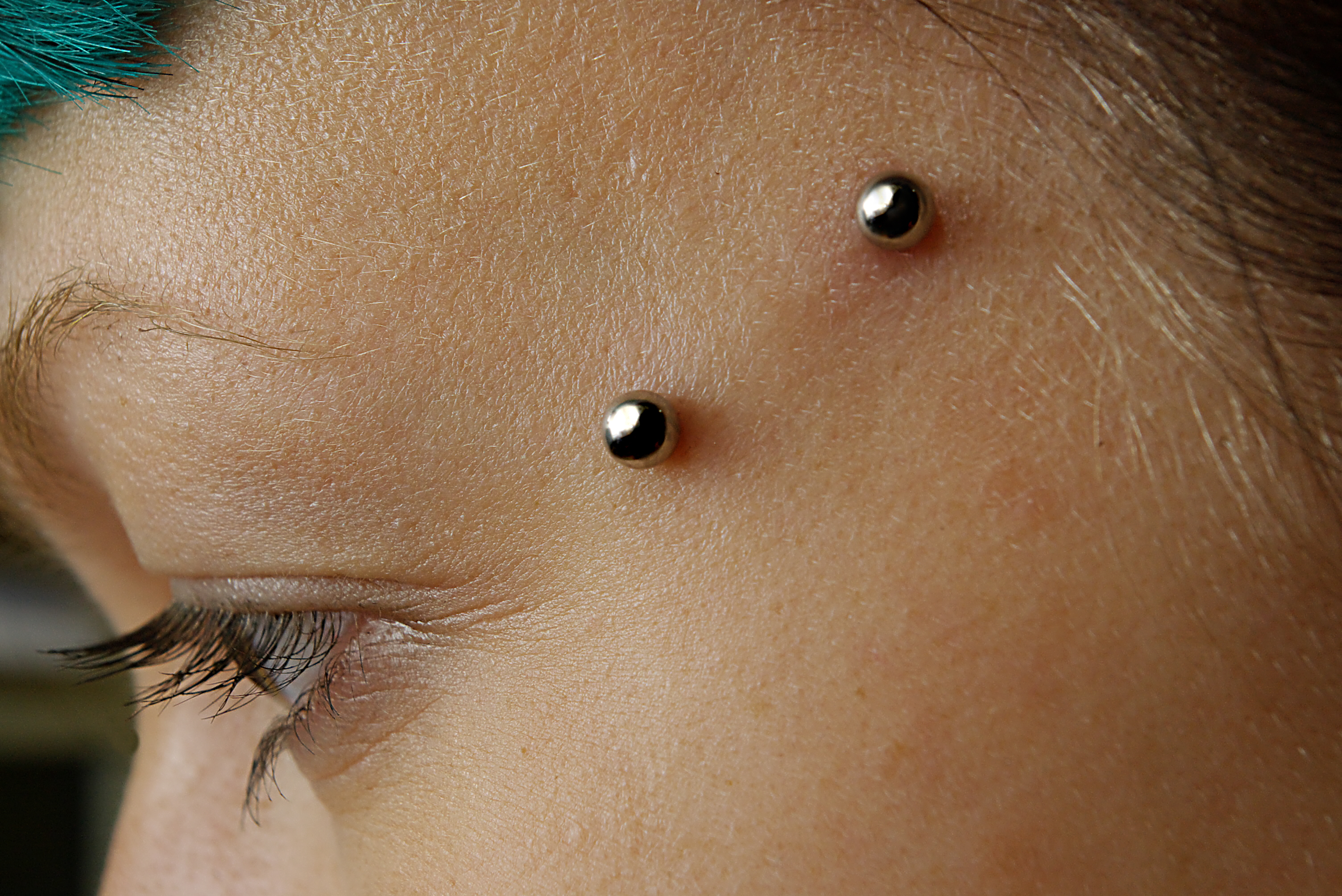
Piercing di superficie che prende il nome di anti-eyebrow

I piercing della superficie cutanea (surface piercing, in inglese) sono una tipologia di piercing che interessano la cute e vengono praticati attraversando la pelle parallelamente ad essa, non interessando alcuna zona sporgente del corpo.

## Tipologie
I piercing superficiali possono venire praticati su qualsiasi punto della pelle, sia essa del viso, del torace, dei genitali o altrove, assumendo un proprio nome a seconda del posizionamento, ma non essendo di fatto in alcun modo dissimili l'uno dall'altro.
- Anti-eyebrow: piercing che viene applicato sulla superficie della pelle, accanto all'occhio, tra la guancia e il sopracciglio.
- Corset: serie di piercing simmetrici paralleli, praticati normalmente sulla schiena, più raramente in altre parti del corpo, così da essere poi allacciati come un corsetto.
- Christina: piercing praticato sul Monte di Venere.
- Madison: piercing praticato immediatamente sotto la clavicola, alla base del collo.
- Nape: piercing praticato sul retro del collo.
- Neck (anche detto Vampire Bites, letteralmente "Morso di vampiro"): piercing praticato al lato del collo.
- Hip: piercing praticato sopra o accanto ai fianchi (sul bacino vicino alle ossa dei fianchi).
- Sternum: piercing posizionato verticalmente od orizzontalmente allo sterno.
- Wrist: piercing praticato sul polso o vicino ad esso, normalmente sulla parte superiore.